# Cosa avete fatto a Solange?
Cosa avete fatto a Solange? è un film italiano del 1972, diretto da Massimo Dallamano e con protagonista Fabio Testi. Il film è vagamente ispirato ad un romanzo di Edgar Wallace, intitolato The Clue of the New Pin.

## Trama
L'insegnante Enrico Rosseni ha una relazione segreta con una sua studentessa. Quando alcune studentesse nel college in cui insegna iniziano a venire brutalmente assassinate, i sospetti della polizia si concentrano proprio su di lui.

## Produzione
Il film è stato girato a Londra nel corso di sei settimane nell'autunno del 1971.